# Ljubomir Radanović
Ljubomir Radanović (Cettigne, 21 luglio 1960) è un ex calciatore jugoslavo.

## Carriera

### Club
Dopo aver iniziato nelle giovanili del Lovćen, approdò nel 1981 al Partizan con cui vinse per tre volte il campionato jugoslavo. Nel 1988 si trasferì in Belgio allo Standard Liegi e nel 1990 passò in Francia al Nizza. La stagione successiva ritornò allo Standard Liegi e nel 1992 fu ceduto al Bellinzona, dove terminò di giocare nel 1995.

### Nazionale
Con la Jugoslavia vanta 34 presenze impreziosite da tre reti. È ricordato dai tifosi della Nazionale jugoslava per il gol segnato all'ultimo minuto contro la Bulgaria a Spalato il 21 dicembre 1983 che permise alla Jugoslavia di qualificarsi al campionato d'Europa 1984 al posto di Galles e Bulgaria.
Partecipò al campionato europeo di calcio 1984 e ai Giochi olimpici di Los Angeles 1984, dove vinse la medaglia di bronzo.

## Palmarès

### Club
- Campionato jugoslavo: 3

Partizan: 1983, 1986, 1987

### Nazionale
- Bronzo olimpico: 1

Los Angeles 1984